# Topbağ
Topbağ är en ort i Azerbajdzjan.   Den ligger i distriktet Qəbələ, i den centrala delen av landet, 180 km väster om huvudstaden Baku. Topbağ ligger 382 meter över havet och antalet invånare är 513.
Terrängen runt Topbağ är platt västerut, men österut är den kuperad. Närmaste större samhälle är Qutqashen, 17,9 km norr om Topbağ.
Trakten runt Topbağ består till största delen av jordbruksmark. Runt Topbağ är det ganska glesbefolkat, med 34 invånare per kvadratkilometer.